# Halden (Oberstaufen)
Halden (mundartlich: Holdə, uv d'Holdə num) ist ein Gemeindeteil der Marktgemeinde Oberstaufen im bayerisch-schwäbischen Landkreis Oberallgäu.

## Geographie
Der Weiler liegt circa 2,5 Kilometer südwestlich des Hauptorts Oberstaufen am Nordhang des Weißachtals. Nördlich der Ortschaft verläuft die Queralpenstraße B 308, südlich die Weißach.

## Ortsname
Der Ortsname stammt vom frühneuhochdeutschen Wort halde für Abhang, Hang; Böschung; Hügel und bedeutet (Siedlung an/auf dem) Abhang.

## Geschichte
Halden wurde erstmals urkundlich im Jahr 1403 mit Hube in den Halden und im Gfell erwähnt. Im Jahr 1707 kam auch die Bezeichnung Aufhalden und Inhalden auf.